# Buồn tàn thu
Buồn tàn thu là ca khúc đầu tay của Văn Cao, được ông sáng tác năm 1939, khi mới chỉ 16 tuổi. Năng khiếu nghệ thuật của ông đã bộc lộ sớm ngay từ độ tuổi chưa thành niên. Ca khúc được xem là điểm mốc khởi đầu cho sự nghiệp văn nghệ nhạc-họa-thơ đầy phong phú của ông về sau. Nối tiếp ngay sau Buồn tàn thu có Thiên Thai (sáng tác năm 1940 ở tuổi 18) và Suối mơ (năm 1941). Song song với sự nghiệp sáng tác nhạc, Văn Cao cũng có một số bài thơ nổi bật trong giai đoạn đầu sự nghiệp như Ai về Kinh Bắc, Một đêm đàn lạnh trên sông Huế.

## Nhận xét
Nhà nghiên cứu âm nhạc, đồng thời là một người bạn văn nghệ gần gũi của Văn Cao là Nguyễn Thụy Kha nhận xét về sáng tác đầu tay này: "16 tuổi, một ngày mùa thu, khi cả Hà Nội tiễn đưa nhà văn yểu mệnh nhưng cực kỳ nổi tiếng Vũ Trọng Phụng về cõi vĩnh hằng, nhạc phẩm đầu tiên - "Buồn tàn thu" của Văn Cao - đã ra đời. Bài hát với hơi hám của ca trù, phong vị Đường thi ở lời ca, đã mang một tiếc nuối về những sự ra đi không trở lại: "Đêm mùa thu chết - Nghe mùa đang rớt rơi theo lá vàng …"."